# 冠椎龙属
冠椎龙（属名：Lophostropheus）是腔骨龙超科兽脚类恐龙已灭绝的一个属，生存于大约2.056亿至1.965亿年前晚三叠世至早侏罗世期间的法国诺曼底，可能是少数在三叠纪-侏罗纪灭绝事件中幸存下来的恐龙之一。
冠椎龙是一种小型或中型两足食肉动物， 长约3米（9.8英尺），多年来一直错误归类于敏捷龙或理理恩龙，但后来被确认为一个新属，并于2007年重新命名。

## 词源
冠椎龙由阿根廷自然历史博物馆（Museo Argentino de Ciencias Naturales）的马丁·艾兹库拉（Martin Ezcurra）和法国巴黎第六大学（Université Pierre et Marie Curie）的吉勒斯·屈尼（Gilles Cuny）命名叙述于2007年，模式种是艾雷勒冠椎龙（Lophostropheus airelensis）。属名取自希腊语λόφη／lophè（“冠”或“嵴”）和στροφεύς／stropheus（“椎骨”），意为“有冠的椎骨”，指轴后颈椎上突出的背侧及腹侧椎板；种名airelensis取自发现标本的艾雷勒采石场（Airel Quarry）。

## 叙述
一般认为冠椎龙最多只有3米（10英尺）长、100（220英磅）重。2016年，莫利纳－佩雷兹（Molina-Pérez）和拉腊门迪（Larramendi）根据1966年归类于敏捷龙的部分骨骼而给出了5.2米（17英尺）长、136公斤（300磅）重的更高估计值。

## 分类学
冠椎龙在几个方面上不同于其他兽脚类。它的特征让人联想到更多衍生物种，如颈椎前部有一杵臼关节、尾椎前部有一窝状关节、髂骨上有一个垂直的嵴。然而，这些特征都被解释为趋同演化的结果。此外，颈椎顶部和底部有突出的嵴（因此得名），颈椎有一对额外的空腔，与理理恩龙不同。与后者相比，冠椎龙的特征更类似腔骨龙科（包括众所周知的腔骨龙）。Baron、Norman和Barrett（2017年）对早期恐龙的分析中将其置于接近衍生兽脚类恐龙中国龙和冰脊龙的位置。

### 鉴别特征
根据Ezcurra和Cuny（2007年）的研究，冠椎龙可根据以下特征进行区分：
- 轴后颈椎前关节面中度凸出（亦见于角鼻龙类＋坚尾龙类）
- 最后一节背椎椎体有一大型椭圆形侧窝（亦见于艾雷拉龙）
- 最后一节背椎有一背腹延伸良好的下椎弓突
- 前段尾椎的前关节面有一个浅的凹陷（亦见于角鼻龙类＋坚尾龙类）
- 每节尾椎长度相等（亦见于双脊龙）

## 发现历史
1966年，法国古生物学家克劳德·拉森纳（Claude Larsonneur）和阿尔伯特－菲利克斯·德·拉伯伦特（Albert-Félix de Lapparent）将诺曼底三叠纪－侏罗纪边界发现的部分兽脚类骨骼叙述为敏捷龙未定种。标本由克劳德·帕里恩（Claude Pareyn）收集于1959年，包括一颗牙齿、五节颈椎、两节背椎、四个骶骨、部分尾椎、完整的骨盆以及一些不明碎片。1993年，吉勒斯·屈尼和彼得·加尔冬（Peter Galton）将其重新叙述为理理恩龙新种“艾雷勒理理恩龙”。其他研究人员注意到这些化石与理理恩龙属及其模式种理氏理理恩龙明显不同，如在颈椎侧凹中观察到的特征。2007年，马丁·艾兹库拉（Martin Ezcurra）和屈尼将其建立为新属冠椎龙。

## 古生物学
作为腔骨龙超科，冠椎龙可能是种小型或中型的两足食肉动物，体型和习性可能类似理理恩龙（最好的标本估计长为5.15米或16.9英尺）。冠椎龙生存于三叠纪－侏罗纪灭绝事件期间，该时期的恐龙鲜为人知，事实上，冠椎龙是三叠纪－侏罗纪界线中唯一已知的兽脚类化石。

## 古生态学
冠椎龙化石发现于法国月亮－埃雷勒组（Moon-Airel Formation）的埃雷勒采石场，由Pareyn在1959年采集于砂质粘土岩和晶状砂质石灰岩中，这些砂岩沉积在大约2.056亿至1.965亿年前的三叠纪瑞替期和侏罗纪赫塘期的边界上。冠椎龙是少数生存于三叠纪－侏罗纪界线的恐龙之一，在三叠纪－侏罗纪灭绝事件中，地球上至少有一半的已知物种灭绝，冠椎龙是为数不多的幸存下来的恐龙之一。该标本现收藏于法国诺曼底的卡昂－诺曼底大学，但没有编号。